# Autolatina
Autolatina var ett samriskföretag mellan Volkswagen och Ford på den sydamerikanska marknaden.
Autolatina innebar ett samarbete mellan Ford och Volkswagen i Brasilien och Argentina. Det presenterades 1987 och var klart 1990. Autolatina skapades som ett holdingbolag där märkena skulle fortsätta att säljas separat. Autolatina hade flera problem där man inte fick de synergieffekter man hoppades. Samarbetet skapade modellen Ford Versailles/Royale av Volkswagen Santana/Quantum. Ford i sin tur byggde Volkswagen Logus och Volkswagen Pointer utifrån sin Ford Escort. Ford Verona och Volkswagen Apollo var andra modeller.
Volkswagen och Ford hade samarbetsproblem efter några år där man inte kunde enas om vilka investeringar och nya modeller man skulle göra. Bolagen konkurrerade med varandra och hade problem med ökad konkurrens från andra tillverkare. 1995 upplöstes samarbetet. Upplösningen skedde under vänskapliga former där bland annat medarbetare oavsett tidigare arbetsgivare kunde välja om de skulle börja hos Volkswagen eller Ford. Volkswagen och Ford i Europa har samarbetat kring Volkswagen Sharan/Ford Galaxy.